# Список церков Венеції

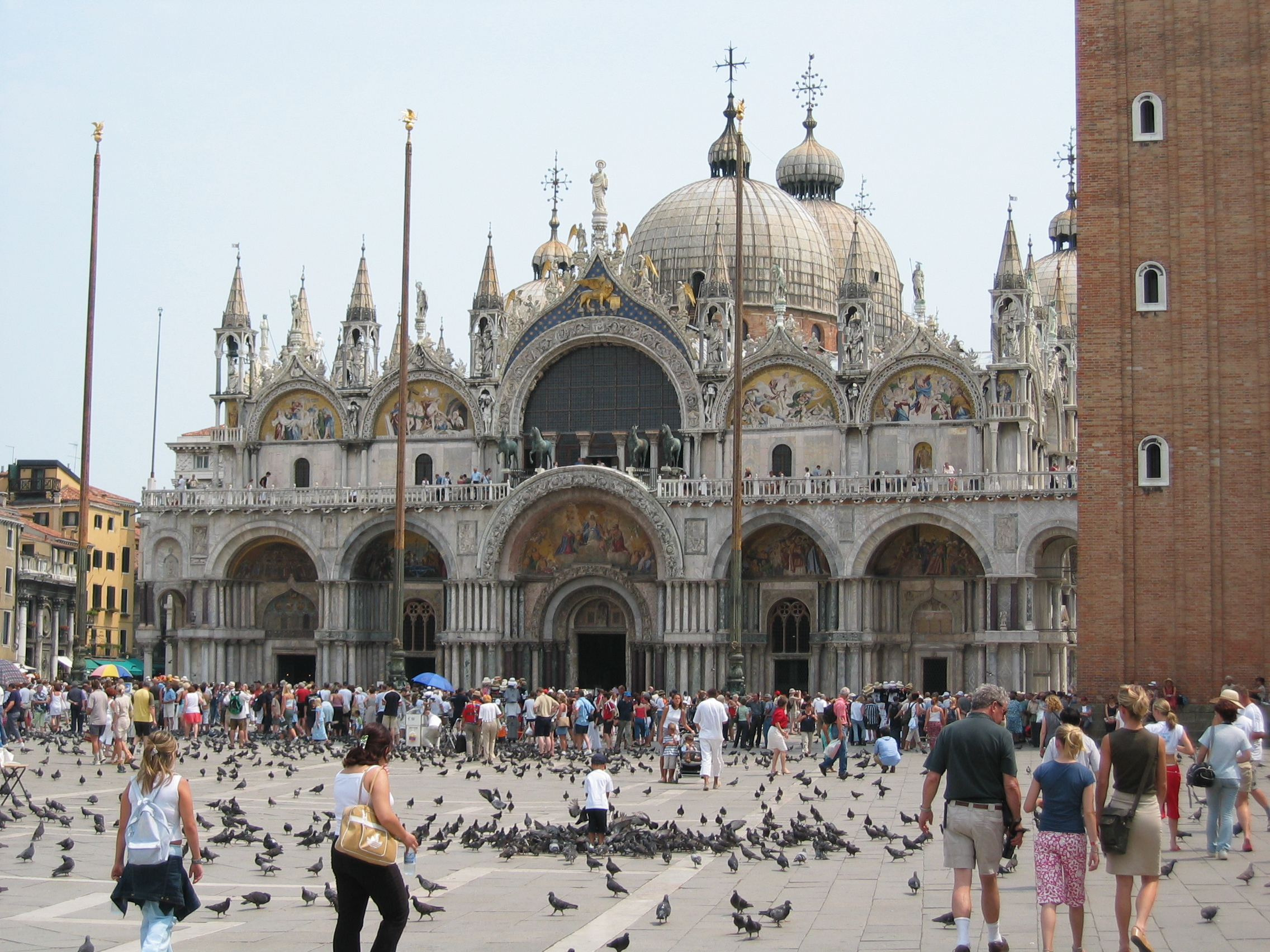
Собор Святого Марка

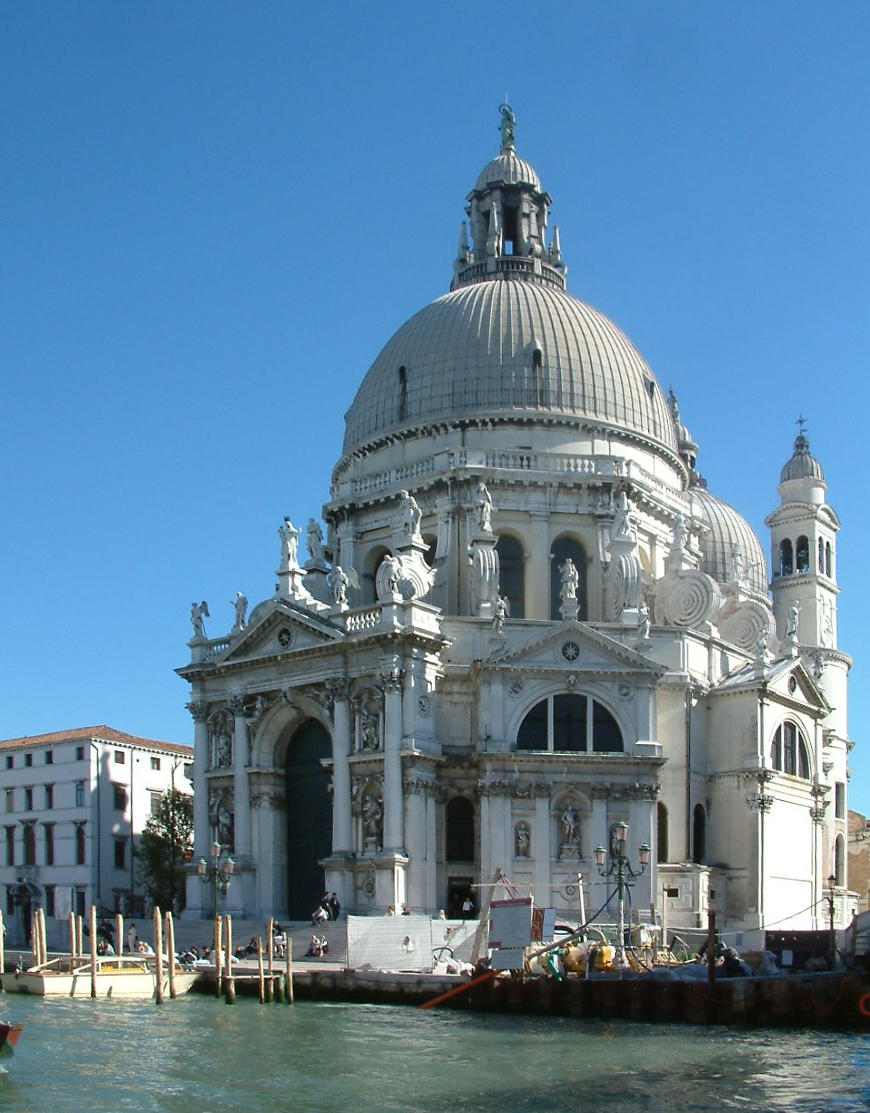
Собор Санта-Марія делла Салюте

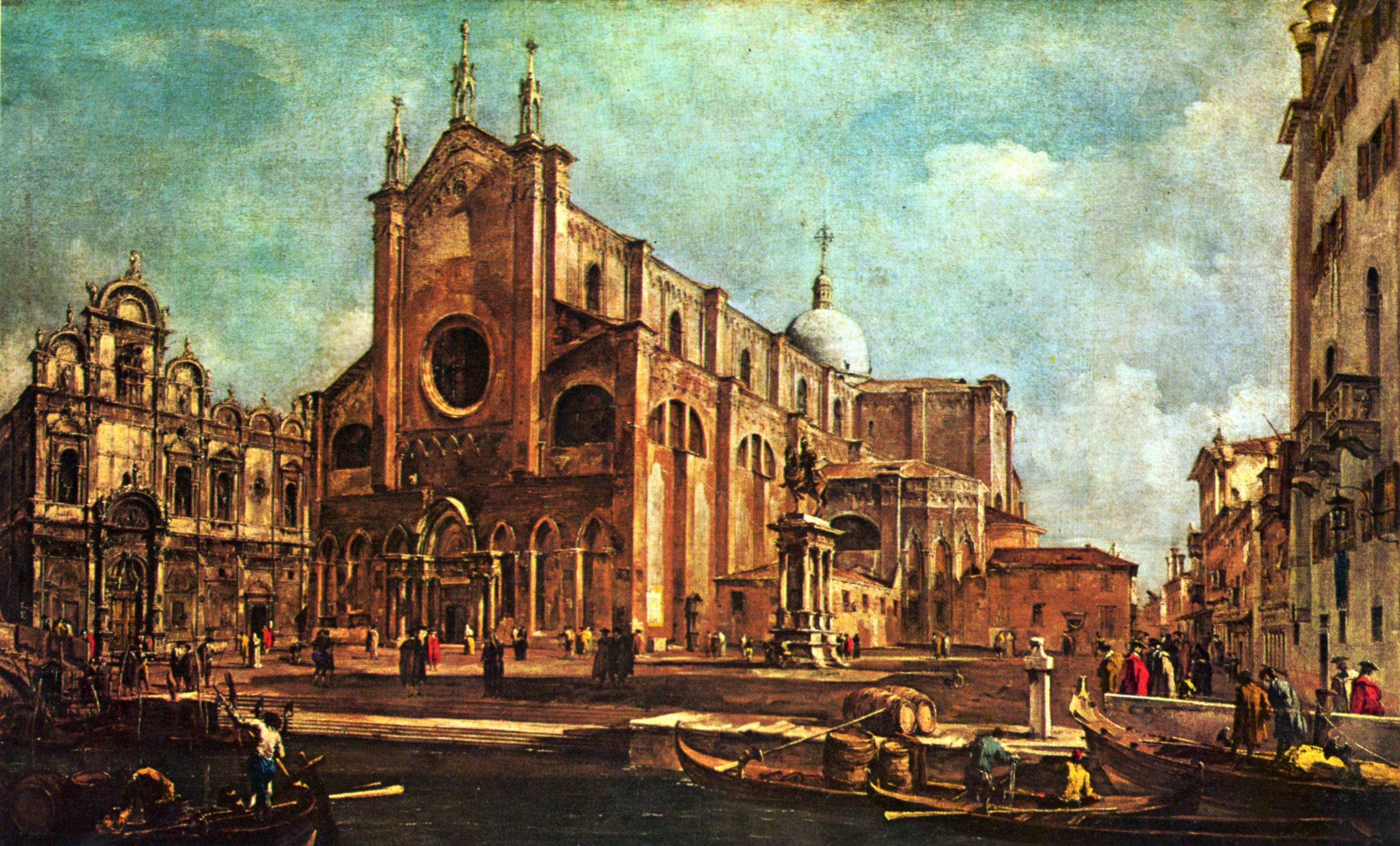
Собор Санті-Джованні-е-Паоло на картині Франческа Гуарді

За кількістю соборів і церков на душу населення Венеція перевершує інші міста Європи в кілька разів. На невеликій території островів розташовано понад 150 церков. Більшість церков — це видатні пам'ятки архітектури, всередині розміщуються шедеври відомих майстрів: картини, фрески, скульптури.
Переважна більшість церков — католицькі, існують також вірменські, грецькі та англіканські церкви.
Нижче наведено список соборів і церков, прив'язаний до їх розташування.

## Район Сан-Марко
- Собор Святого Марка — Basilica di San Marco
- Церква Сан-Бартоломео
- Церква Сан-Бенето — San Beneto
- Церква Сан-Лука — San Luca
- Церква Сан-Відаль — San Vidal
- Церква Сан-Джуліано — San Zulian
- Церква Сан-Мауріціо — San Maurizio
- Церква Сан-Моізе — San Moise
- Церква Сан-Сальвадор — San Salvador
- Церква Сан-Самуеле — San Samuele
- Церква Санта-Кроче дельи Армени (арм.) (арм.)
- Церква Санта-Марія дель Джильо — Santa Maria del Giglio
- Церква Санто-Стефано — Santo Stefano
- Церква Сан-Фантіна — San Fantin

## Район Сан-Поло
- Базиліка Санта-Марія Глоріоза деі Фрарі — Basilica di Santa Maria Gloriosa dei Frari
- Церква Сант'Апонал — Sant'Aponal
- Церква Сан-Джакомо ді Ріальто — San Giacomo di Rialto
- Церква Сан-Джованні Евангеліста — San Giovanni Evangelista
- Церква Сан-Кассіано — San Cassiano
- Церква Сан-Поло — San Polo
- Церква Сан-Рокко — San Rocco
- Церква Сан-Сильвестро — San Silvestro
- Церква Сан-Тома — San Toma
- Церква Сан-Джованні Елемосинаріо — La chiesa di San Giovanni Elemosinario

## Район Санта-Кроче
- Церква Сан-Джакомо делл'Оріо — San Giacomo dell'Orio
- Церква Сан-Джованні Елемосинаріо — San Giovanni Elemosinario
- Церква Сан-Ніколо да Толентіно — San Nicolo da Tolentino
- Церква Сан-Сімеоне Гранде — San Simeon Grande
- Церква Сан-Сімеон Піколо — San Simeon Piccolo
- Церква Сан-Стає — San Stae
- Церква Сан-Дзан-Дегола — San Zan Degola
- Церква Санта-Марія Матер Доміні — Santa Maria Mater Domini

## Район Дорсодуро
- Церква Санта-Марія делла Салюте — Basilica di Santa Maria della Salute
- Церква Архангела Рафаїла — Angelo Raffaele
- Церква Джезуаті — Gesuati
- Церква Ло Спіріто Санто — Lo Spirito Santo
- Церква Оньіссанті — Ognissanti
- Церква Сант-Агнезе — Sant'Agnese
- Церква Сан-Барнаба — San Barnaba
- Церква Санта-Марія делла Візітазіоне — Santa Maria della Vizitazione
- Церква Санта-Марія-дей-Карміні — Santa Maria dei Carmini
- Церква Сан-Ніколо деі Мендіколі — San Nicolò dei Mendicoli
- Церква Сан-Панталон — San Pantalon
- Церква Сан-Себастьяно — San Sebastiano
- Церква Сан-Тровазо — San Trovaso
- Церква Святого Юрія — St. George's Anglican Church

## Район Каннареджо
- Церква Джезуїті, Санта-Марія Асунціоне — Gesuiti, Santa Maria Assunta
- Церква Ла Маддалена — La Maddalena
- Церква Мадонна делл'Орто — Madonna dell'Orto
- Церква Сан-Геремія — San Geremia
- Церква Сан-Джоббе — San Giobbe
- Церква Сан-Марквола — San Marcuola
- Церква Сан-Марціале — San Marziale
- Церква Сан-Феліче — San Felice
- Церква Сант-Альвізе — San Alvise
- Церква Санта-Фоска — Santa Fosca
- Церква Святих Апостолів — Santi Apostoli
- Церква Скальці — degli Scalzi
- Церква Санта-Софія — Santa Sofia
- Церква Санта-Марія-дей-Міраколі — Santa Maria dei Miracoli

## Район Кастелло
- Оспедалетто, Церква Санта-Марія деі Дерелітті — Ospedaletto, Santa Maria dei Derelitti
- Собор Санті-Джованні е Паоло — Basilica di San Giovanni e Paolo
- Церква Ла П'єта — La Pieta
- Церква Сан-Джованні ін Брагора — San Giovanni in Bragora
- Церква Сан-Джорджо деі Гречі — San Giorgio dei Greci
- Церква Сан-Франческо делла Вінья — San Francesco della Vigna
- Церква Сан-Заккаріа — San Zaccaria
- Церква Сан-Лоренцо — San Lorenzo
- Церква Сан-П'єтро ді Кастелло — San Pietro di Castello
- Церква Санта-Марія делла Фава — Santa Maria della Fava
- Церква Санта-Марія Формоза — Santa Maria Formosa
- Церква Святого Івана Хризостома — San Giovanni Crisistomo

## Острови

### Бурано
- Церква Сан-Мартіно ді Бурано — San Martino di Burano

### Джудекка
- Церква Іль Реденторе — Il Redentore
- Церква делле Цітелле — La Chiesa Santa Maria della Presentazione delle Zitelle
- Церква Санта-Кроче — Santa Croce
- Церква Сант-Еуфемія — Sant'Eufemia

### Лідо
- Церква Сан-Ніколо дель Лідо — San Nicolo del Lido

### Мурано
- Собор Санта-Марія е Донато — Basilica di Santa Maria e Donato
- Церква Сан-П'єтро Мартіре — San Pietro Martire
- Церква Санта-Марія деллі Анджели — Santa Maria degli Angeli

### Сан-Джорджо Маджоре
- Сан-Джорджо-Маджоре (базиліка) — Basilica di San Giorgio Maggiore

### Сан-Ладзаро деллі Армені
- Монастир Санта-Ладзаро деллі Армені — San Lazzaro degli Armeni

### Сан-Мікеле
- Церква Сан-Мікеле ін Ізола — San Michele in Isola

### Сан-Франческо дел Дезерто
- Монастир Сан-Франческо дел Дезерто — San Francesco del Deserto

### Торчелло
- Базиліка Санта-Марія-Ассунта — Basilica di Santa Maria Assunta di Torcello
- Церква Санта-Фоска делі Торчелло — Santa Fosca di Torchello